# MSN Explorer
MSN Explorer je webový prohlížeč společnosti Microsoft, který je vystavěn nad renderovacím jádrem Trident. MSN Explorer je součástí operačního systému Windows XP, integruje v sobě MSN a Windows Live služby jako Windows Live Messenger či Hotmail. Od verze 9 je jeho používání placené.